# Coscinida triangulifera
Coscinida triangulifera là một loài nhện trong họ Theridiidae.
Loài này thuộc chi Coscinida. Coscinida triangulifera được Eugène Simon miêu tả năm 1904.